# لیندی رمیجینو
لیندی رمیجینو (ایتالیایی: Lindy Remigino; ۳ ژوئن ۱۹۳۱ – ۱۱ ژوئیهٔ ۲۰۱۸) دونده سرعت اهل ایالات متحده آمریکا بود.
وی در مسابقات کشوری و بین‌المللی در مجموع برندهٔ ۲ مدال طلا شده‌است.